# Новоуразаєво (Краснокамський район)
Новоураза́єво (рос. Новоуразаево, башк. Яңы Уразай) — присілок у складі Краснокамського району Башкортостану, Росія. Входить до складу Арланівської сільської ради.
Населення — 184 особи (2010; 170 у 2002).
Національний склад:
- башкири — 83 %